# 梁子穎
梁子穎，MH（1973年10月6日—），香港建制派政治人物及前教師，香港立法會議員，曾擁有工聯會及民建聯雙重黨籍，但現僅為工聯會成員。專業為教師的梁曾在聖公會林護紀念中學任教，直到2019年離開教育界。梁多年來均在新界西選區一帶從事社區工作，曾在2008年至2019年間擔任葵青區議會議員。同時，他也曾擔任公共事務監察組的召集人，跟進全港性公用事業機構的不當行為。
雖然梁在區議會選舉上多次大勝，但他的品行一直備受關注，不但盜用版權插圖、在任教學校引入政治審查、將撥款發放給自己的組織及長年在會議中中途離席等外，亦曾涉嫌賄選、偷拍及誇大學歷等。除此之外，身為工聯會成員的他亦曾被工會批評不理解工人處境。梁在2019年香港區議會選舉中落選，不過其強硬的作風令他受黨內管理層青睞，被挑選出戰一直被工聯會壟斷的勞工界立法會議席，並在2021年香港立法會選舉中成功當選。

## 早年生活
梁子穎於1973年在中华人民共和国珠海市斗门区出生，年輕時在香港屯門區的公共屋邨生活，初中入讀保良局百周年李兆忠紀念中學，但因香港中學會考成績欠佳而在1991年轉至仁濟醫院第二中學升讀預科，最後在1994年於保良局莊啟程預科書院預科畢業。及後，梁於考入香港科技大學，並在1997年理學士畢業。與此同時，他也曾在香港輔助警察隊擔任輔警。
學士畢業後，梁曾於1999年至2002年時在高主教書院任教，並於任教首年即在香港中文大學完成學位教師教育文憑課程。他隨後轉往聖公會林護紀念中學任教，為他在葵青區開展政治生涯奠定基礎。他亦在香港城市大學修讀金融與精算數學理學碩士，並在2008年畢業。

## 政治生涯

### 2000年代
當時作為民主建港協進聯盟成員，梁子穎於2003年香港區議會選舉上初出茅廬，於屯門區議會的兆康選區參選。雖然梁自小在該區長大，但對手為在區內服務多年的民主黨陳樹英，以及受2003年香港七一遊行刺激投票率大升下，僅得916票的梁最終慘敗予取得2,543票的陳。自此，梁就沒有在屯門區發展地區事業，改為前往葵青區參選。
梁在2005年起擔任香港工會聯合會在葵青區安蔭邨的社區幹事。雖然擔任工聯會幹事，但他在民建聯黨內仍然保持活躍，繼續與馬力及張國鈞等在黨內的教育小組關注教師工作壓力過大的問題，建議設立針對教師健康的醫療中心。同時，梁作為工聯會成員，其他黨員花半年時間設立新的親建制工會教育工作人員總工會後，亦邀請他擔任首屆理事會成員。

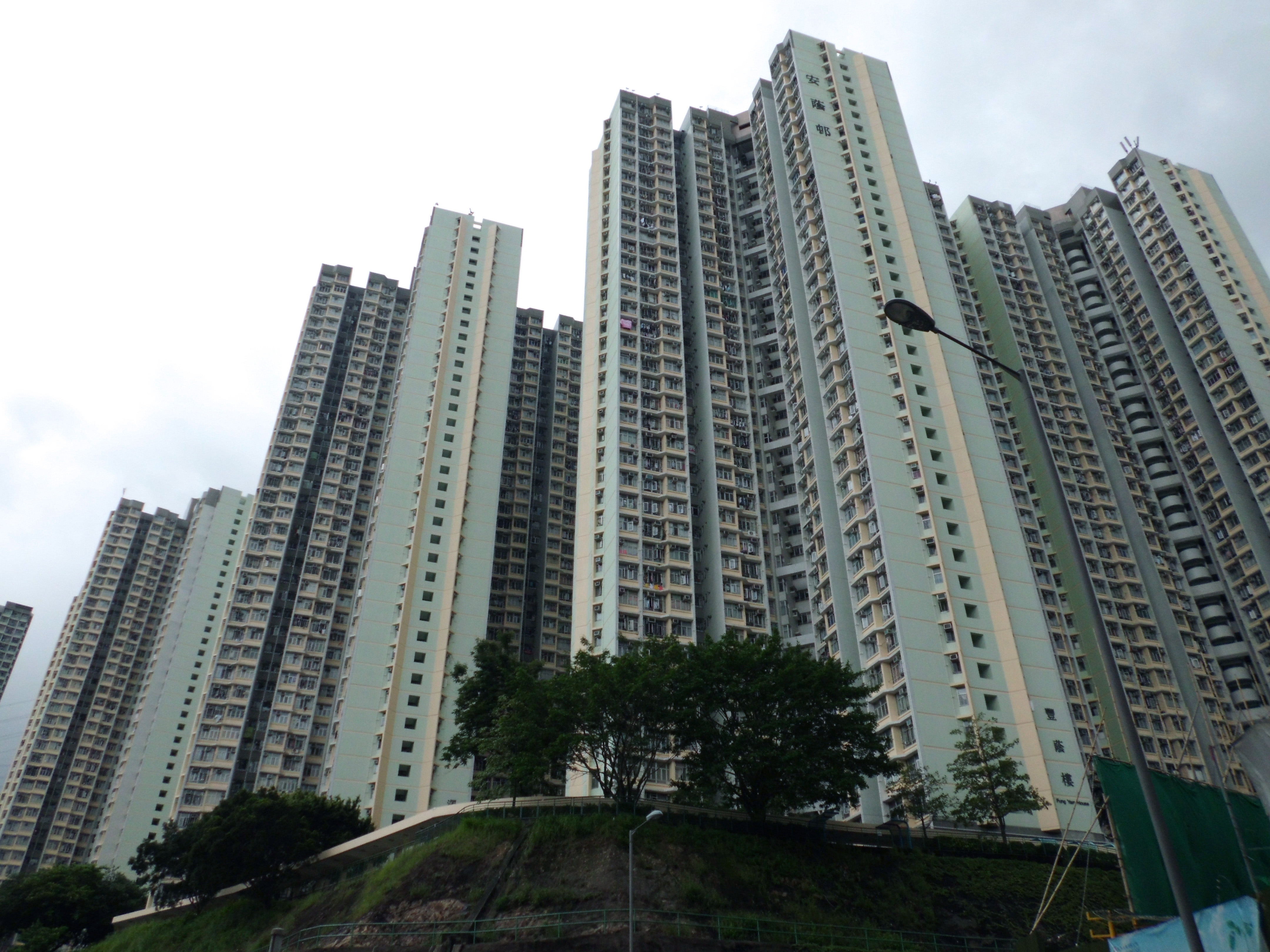
梁子穎在2008年至2019年出任安蔭選區的區議員

2007年，梁獲選為民建聯葵青支部副主席，準備即將舉行的2007年香港區議會選舉。同年，梁的雙重黨籍身份使他能以工聯會及民建聯共同提名及推薦出選葵青區議會安蔭選區議席。他的對手街坊工友服務處梁永權自1994年起一直在該選區勝出，並且是時任區議會副主席。梁子穎以區內英文中學教師為賣點，主動協助處理基層居民日常問題，以及與運輸署商討上葵涌的交通問題，務求勝出選舉。最終，梁子穎爆冷以大比數勝出，得票為2,929張，遠高於梁永權的2,014票。
由於自由黨黎少棠在新石籬連任失敗，梁子穎成為當屆上葵涌唯一的建制派區議員
。雖然如此，因為民主派在2007年區議會選舉失利並失去葵青等多個區議會的控制權，梁得以成為自2008年起共12年的葵青區議會多數派成員。作為建制派背景議員兼教師，梁不但於2008年暑期前往中华人民共和国国务院的国家行政学院修讀政治研習課程，亦積極在任教學校內推廣國民教育，提高校內學生對中國的認識及歸屬感。同時，成為區議員的梁被列入工聯會在2008年香港立法會選舉上的聯合名單，在新界西選區位列第五位，與麥美娟、曾梓筠、徐帆、鄧家彪、姚國威及陳文偉為王國興抬轎，而王亦順利當選。

### 2010年代
為了籌備2011年香港區議會選舉，梁子穎在2010年設立「梁子穎網誌」以分享自己的個人政績，並在選舉後停止更新。在網誌運作期內，梁聯同立法會議員王國興要求政府加強對公共屋邨互助委員會的資助金額及財政豁免，強化委員會職能。同時，梁亦參與黨友陸頌雄在當時的立法會大樓外紮營抗議政府未能解決香港房屋問題，促請政府復建居屋。
梁在首屆區議會任期除了為上葵涌一帶的基層服務外，亦組成壓力團體公共事務監察組，針對港鐵公司、八達通控股等大型公用事業機構的不當行為。梁在2010年八達通私隱資料事件上，多次向立法會及私隱專員公署等要求交代事件，亦以公共事務監察組召集人身份出席城市論壇，與促請成立調查委員會徹查事件。就主要位於新界東選區的東鐵綫，梁在2010年中亦聯同王國興及葵盛西邨選區區議員劉美璐跨區要求港鐵公司儘快為所有車站加裝月台閘門，防止乘客墮軌受傷。
梁子穎在2011年區議會選舉上與重返民主黨並擔任立法會議員李永達助理的梁永權再次爭奪葵青區安蔭選區議席。梁子穎在是次選舉中未有受到太大挑戰，以930票之差再次大勝梁永權，梁子穎得以連任葵青區區議員。一年後的2012年香港立法會選舉，梁子穎再次被工聯會納入候選名單，不過是次則在區議會（第二）功能界別中與黃潤昌為陳婉嫻抬轎，最終陳順利取得最後一個當選名額。
雖然梁子穎屬香港最大工會組織工聯會的成員，但他對2014年9月的全港救生員罷工持負面態度。港九拯溺員工會抗議康樂及文化事務署的救生員隊伍人手不足，並透過搬弄數據隱瞞遇溺數字來掩飾編制失當的問題。梁在區議會委員會會議中指救生員工作悠閒，在冬天更會停工，增聘救生員是浪費公帑。梁的言論引來工會副主席郭紹傑批評，郭直指政府設有冬季暖水游泳池，以及救生員訓練及覆核等均在冬季進行，批評梁身為工會組織要員卻不理解工人處境，甚至大唱反調。

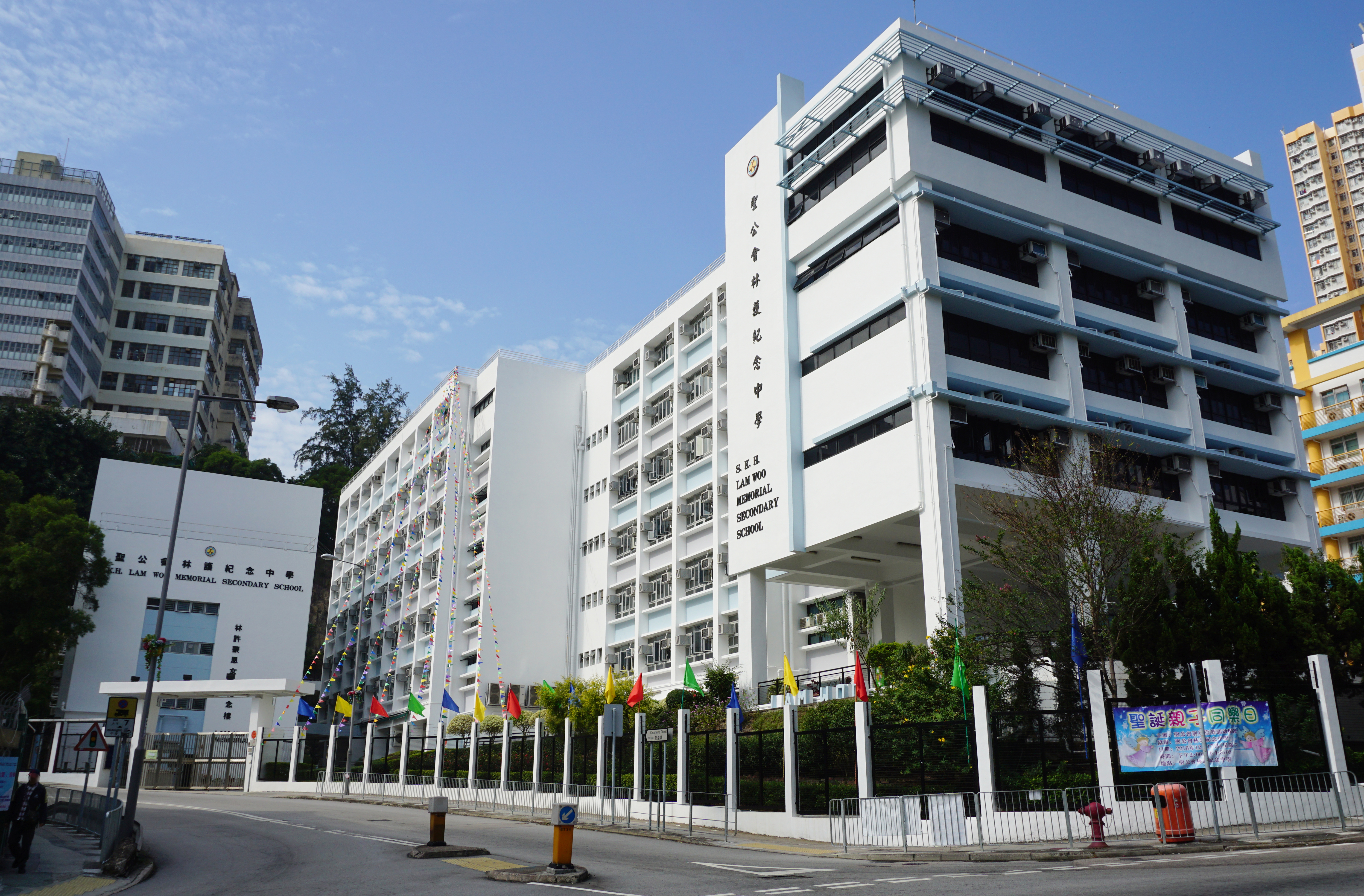
梁子穎曾在聖公會林護紀念中學任教

再次勝出區議會選舉的梁在政界中未有遇到挑戰，但是次任期內他因在學校內執行支持建制派立場的政治審查而受到批評。在雨傘革命期間，梁在任教學校林護紀念中學撕毀罷課傳單，以及發表反對罷課的言論，甚至禁止學生展示黃絲帶。同為該校舊生的立法會議員單仲偕則認為有關行為比以往更為保守，學校亦不應對學生進行政治審查，而隨後亦有舊生聯署指責梁的行為不當，聲援校內學生。梁隨後在葵青區議會上發言支持香港政府的2016年及2017年香港政治制度改革方案，並指責民主派立法會議員會否決政改方案，以及贊成支持政府政改方案的區議會動議，並反對支持真普選的動議。
除了在校內促成政治審查外，梁的品行亦為人詬病，引起市民反感。他在宣傳單張上列出菲律宾的太歷國立大學博士生資歷，但由於他長年在港任職教師及區議員，始被揭發僅在被形容為文憑工廠的國力書院修讀短期遙距課程，而國力書院及後亦因涉偽造文件被整頓調查。除此之外，他亦曾經在任教學校內向學生做出豎中指等不當行為，以及在教學時故意忽略自己不懂的題目。
臨近2015年香港區議會選舉，梁被揭發以活動主委身份在各個區議會會議上批出共15萬撥款予安蔭邨居民服務社，惟服務社的會長為梁子穎本人。大律師查錫我批評建制派議員運用主委權力批款給自己的組織是假公濟私，而審計署亦在2017年4月的報告書中指出葵青區議會的主委制不夠公開透明。梁在事後回應不認為當中有利益衝突問題。
第三度與梁子穎對陣的梁永權在2015年區議會選舉前大舉宣傳，在區內擺設眾多街站。酒樓廚師楊羽中在2015年10月目撃梁子穎形跡可疑地偷拍梁永權的街站，並上前勸他停止遊盪行為。事件過後，楊在上班後立即被經理問話，經理指酒樓收到有員工騷擾他人的投訴，隨後更解僱楊。香港廚師聯盟代表楊曉濤及街坊工友服務處王曉君均指責酒樓屬不合理解僱，但餐廳解釋害怕得罪惡勢力。然而，梁子穎則在兩份中共中央香港工作委员会机关報《大公报》及《文匯報》上駁斥楊的說法，拒絕承認解僱楊的責任，更指楊當日對他破口大罵，並利用事件中傷工聯會。
梁永權及後向區內街坊派出針對梁子穎的宣傳單張，包括涉嫌賄選、偷拍及偽造學歷等資料。梁子穎最終至廉政公署報案，並四出宣傳選舉告急。梁永權指部分宣傳單張並沒有針對梁子穎，而且內容均屬資訊轉載，認為沒有問題，而廉政公署亦沒有起訴梁永權。不過，梁永權的宣傳未見湊效，而梁子穎亦不受多宗醜聞影響，以2,714票對1,831票在區議會選舉上第三度擊敗梁永權，成功連任。
憑著連續三次以大比數勝出區議會選舉，梁子穎一度傳出有望以工聯會代表身份出選由該黨壟斷的勞工界功能界別立法會議員，不過工聯會最終敲定由何啟明及陸頌雄擔任勞工界議員。雖然錯過2016年立法會選舉，但梁仍然被推薦代表建制派出選2016年香港選舉委員會界別分組選舉的第四界別新界各區議會席位，並順利當選。2017年香港特別行政區行政長官選舉期間，工聯會並不捆綁提名權，初次擔任選舉委員的梁最終選擇提名林鄭月娥參選。在2017年行政長官選舉當日，梁依循工聯會的方針集體支持後來當選的林鄭月娥。
雖然梁再度連任區議員並成為選舉委員，但他的品行再度引來外界爭議。梁在2017年被揭發在未經授權下多次盜用草日的插圖製作宣傳單張，民眾嚴重批評梁的盜用行為，他及後自稱疏忽並發表道歉聲明。在2018年民主派提出取消授權票的區議會討論中，翠怡選區區議員張慧晶嘲諷梁經常在會議開始報到，然後就返回學校不在會議議席，直至臨近議會完結才返回座席，猶如欺騙出席率。梁在表決時反對取消授權票，但不回應記者查問他長年中途離席的問題。

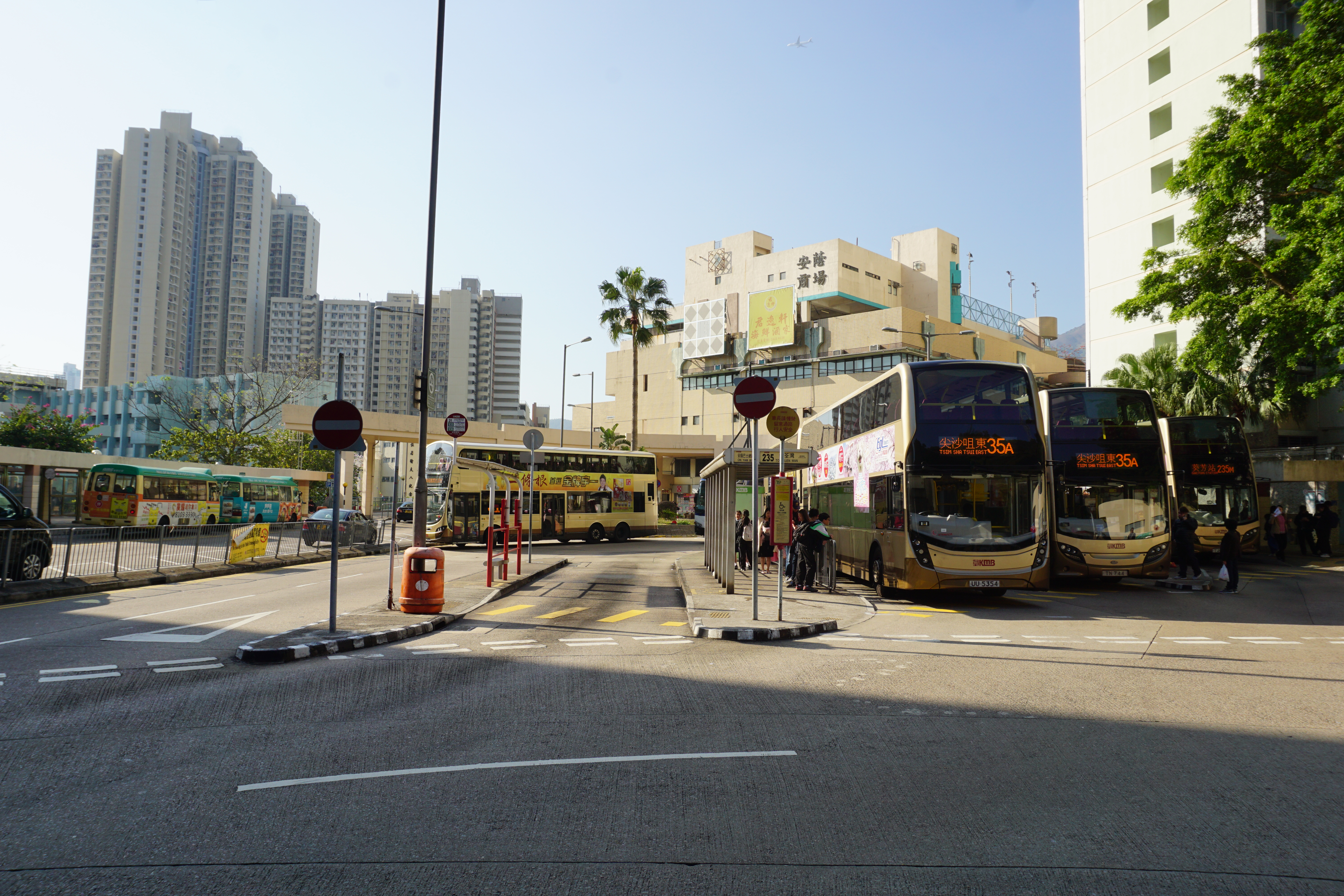
安蔭巴士總站西邊為公共小型巴士總站

屢受抨擊的梁在任內繼續關注民生事務，並多次介入涉及區內居民的意外及問題，希望受害者能取回公道。曾經擔任輔警的他亦為2017年10月在安蔭邨受襲的吳姓休班警員提供協助，不過梁就香港警務處向停泊在安蔭邨巴士總站的公共小型巴士發出定額罰款通知書事件，則直指警方不合理。
2019年反對逃犯條例修訂草案運動爆發，身為教師的梁在運動爆發初期於星島日報撰文指香港特區政府在人口資源及教育政策上充斥問題，沒有提供足夠的高技術職位，而且側重通識教育科等文科而輕視科技和科學科目，令社會發展停頓，民冤四起。不過，在2019年中梁因工作壓力過大，以爭取充裕時間進修為由辭去林護紀念中學的教席，離開教育界，而梁向全校師生發出的辭職信也多次修改內容。
2019年香港區議會選舉上，梁子穎與梁永權第四次對壘。是次選舉在反修例運動的環境下舉行，使到選舉成為香港民眾對逃犯條例修訂草案，以至中國政府、香港政府及建制派的信任公投。在選舉前，梁子穎參與建制派議員的聯署，聲明反對反修例運動的示威者。最終，政治情緒熾熱的選民大多站在反修例運動示威者、民主派及本土派的一方，整個非建制陣營豪取全港87%的區議會席位。梁子穎在安蔭選區亦不能幸免，以不足230票之差首嚐與梁永權對戰的敗績。梁子穎在一年內同時失去教師及區議員的工作，亦因為卸任區議員而同時解職選舉委員。事後，工聯會會長吳秋北及立法會議員黃國健等認為選舉大敗是非戰之罪。

### 2020年代
梁子穎在區議員任期完結後，繼續留守葵青區安蔭邨以社區幹事身份服務街坊。工聯會因立法會內抗爭衝突越見嚴重，遂派出作風硬朗及富有議會經驗的梁與工會系統出身的理事長黃國伙拍參選2020年香港立法會選舉中由該黨一直壟斷的勞工界議席。梁及黃以對抗民主派取得過半數議席的目標為選舉工程主題，而梁亦針對改善新制公務員福利及重推职业教育提出政綱。不過由於2019冠狀病毒病香港疫情在2020年7月惡化，香港政府最終決定運用緊急情況規例條例並經国务院提請全国人民代表大会將選舉延期一年至2021年9月，梁於2020年出選香港立法會一事告吹。
雖然梁未能在2020年晉身立法會，但他在葵青區的長年地區服務受香港政府肯定，港府於2020年10月1日向他頒授榮譽勳章。及後，他就美国总统頒布第13936號行政命令及其制裁名單而向美國駐香港及澳門總領事館示威。不過，他亦不滿港府沒有增聘救生員，以及提出應在2019冠狀病毒病疫情下按通漲增加公務員薪酬，為市場起帶頭作用。梁及後在2021年香港立法會選舉中順利當選勞工界議員。

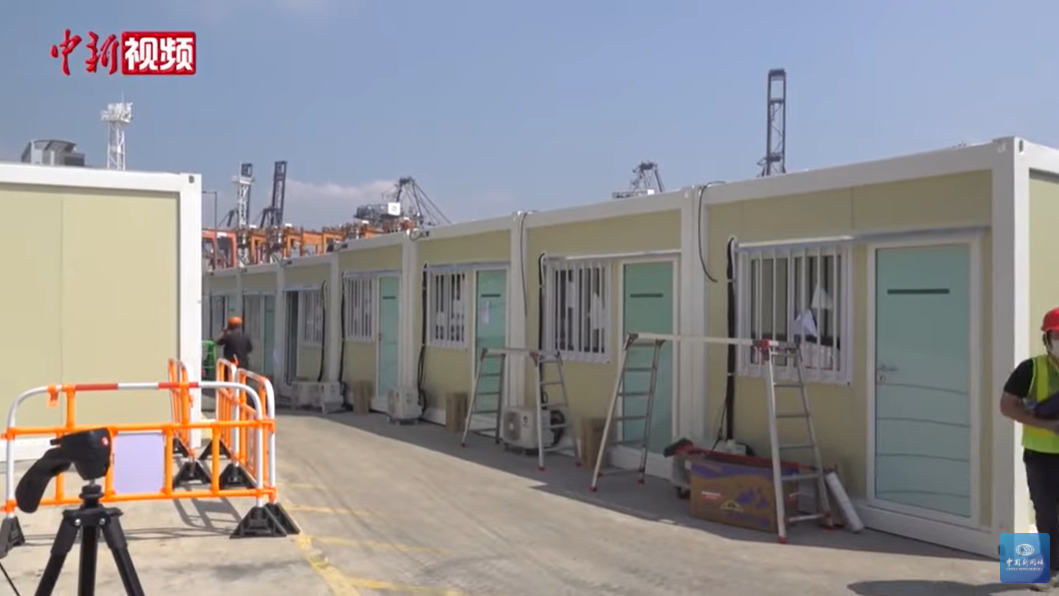
梁子穎認為即使社區隔離設施無人使用亦應繼續聘用臨時員工避免數千人同時失業

梁在當選立法會議員後，隨即要求港府取消全體香港公務員在家中工作安排並投入抗疫工作，以盡用人力資源對抗疫情。及後疫情有所緩和使泳池重開時，他指摘泳池未能因消毒及注水工作未完成而未能即時使用為負責政府部門的失當。針對港府因停用社區隔離設施而須解聘設施的臨時員工，梁認為此舉會使多達五千四百人在同一失業，並創下香港紀錄，因而要求港府在停用設施下繼續聘任該等臨時員工。另外，他亦要求港府放寬抗疫失業援助金的申請條件。
在林鄭月娥政府於2022年7月換屆前，梁極力爭取公務員能夠加薪，促進港府士氣及為市場帶鼓舞作用。與此同時，他支持取消強制性公積金的遣散費及長期服務金對沖機制，更指出遣散費及長期服務金在強積金制度成立前早已是僱主須履行的責任。在李家超上任行政長官後，梁則期望李可將紀律部隊的管理風格引入全體公務員上，並解聘在關鍵績效指標上表現較差的公務員。另外，就港府的全政府動員機制，他建議港府記錄公務員的特殊技能，惟公務員事務局局長楊何蓓茵反駁動員目標為提供後勤人力，並不需要運用特別技能。

## 榮譽

### 勳銜
- 榮譽勳章（M.H.）（2020年10月1日）[93][94]

### 頭銜
- 梁子穎，MH（Dennis Leung Tsz-wing, MH，2020年10月1日－2021年12月31日）[93][94]
- 梁子穎議員，MH（The Honourable Dennis Leung Tsz-wing, MH，2022年1月1日－）

## 外部連結
- 梁子穎的Facebook專頁
- 梁子穎網誌（页面存档备份，存于）

| 議會席位             | 議會席位                                       | 議會席位      |
| -------------------- | ---------------------------------------------- | ------------- |
| 前任： 梁永權        | 葵青區議會議員 安蔭選區                        | 繼任： 梁永權 |
| 前任： 潘兆平 陸頌雄 | 香港立法會議員 勞工界 與周小松及郭偉强同時在任 | 現任          |